# Kławdija Nowgorodcewa
Kławdija Timofiejewna Nowgorodcewa (ros. Клавдия Тимофеевна Новгородцева; ur. 22 marca 1876 w Jekaterynburgu, zm. 23 marca 1960 w Moskwie) – radziecka działaczka partyjna.

## Życiorys
W latach 1897–1899 była słuchaczką kursów wychowawczyń i kierowniczek kształcenia fizycznego P. Lesgafta, w 1904 wstąpiła do SDPRR, kilkakrotnie aresztowana, 1915 zesłana do Kraju Turuchańskiego, 19 marca 1917 amnestionowana po rewolucji lutowej. Wyszła za mąż za Jakowa Swierdłowa. Od marca 1917 do 1918 kierowała wydawnictwem KC SDPRR(b) "Priboj", 1918 została pomocnikiem sekretarza KC RKP(b), kierowała Sekretariatem KC RKP(b) i do czerwca 1919 Wydziałem Ogólnym KC RKP(b). Od czerwca 1919 do 1920 kierowała Wydziałem Finansowym KC RKP(b), 1920–1925 kierowała Wydziałem Instytucji Dziecięcych WCIK, a 1925–1931 Wydziałem Dziecięcym Zjednoczonego Wydawnictwa Państwowego i Wydziałem Podręczników tego wydawnictwa, w 1931–1944 pracowała w Gławlicie.
Została odznaczona Orderem Czerwonego Sztandaru Pracy.